# Nazionale maschile di rugby a 15 dell'Estonia
La nazionale di rugby XV dell'Estonia è inclusa nel terzo livello del rugby internazionale.